# Emma Roca i Rodríguez
Emma Roca i Rodríguez (Barcelona, 12 d'agost de 1973 - 18 de juny de 2021) fou una corredora i esquiadora de muntanya catalana. Era doctora en bioquímica i bombera professional del grup de rescat de la Generalitat de Catalunya (GRAE).
Fou membre de les seleccions catalana i espanyola d'esquí de muntanya, a més de membre de la selecció catalana de maratons de muntanya, amb les quals va competir tant a nivell nacional com internacional i va aconseguir –entre d'altres– la tercera posició tant al campionat d'Espanya d'esquí de muntanya com a la copa d'Europa de la disciplina l'any 2008. També formà part de l'equip internacional de raids d'aventura Buff Thermocool, amb el qual fou campiona del món de raids l'any 2010. En el seu palmarès de rutes i curses de muntanya destaquen la tercera posició als Cavalls del vent l'any 2011, la tercera posició a l'Ultra-Trail du Mont-Blanc de l'any del 2012 i 2013,. L'any 2011 participà en la Marathon des Sables i hi quedà classificada en segon lloc. Roca també destacà en competicions de bicicleta tot terreny i fou campiona de Catalunya de la disciplina, en la categoria d'ultramarató. L'any 2020 participà a World's Toughest Race: Eco-Challenge Fiji, un programa televisiu de la plataforma Amazon Prime Video, que recuperà les carreres Eco-Challenge que s'havien celebrat des de 1995 fins a 2002 (Roca hi havia participat, en les edicions de 1999 i 2002).
L'activitat d'Emma Roca transcendí l'àmbit purament esportiu, amb iniciatives com el projecte SUMMIT (Salut en les UltraMaratons i els seus líMITs), consistent en una recerca per determinar si la població que practica exercici de llarga durada i gran intensitat té més risc sobre la seva salut en comparació a la població sedentària i la població mitjanament activa. Aquesta investigació, un cop completada, constituí la base de la seva tesi doctoral. En l'àmbit empresarial, Roca presidí la cooperativa Incorpora'm, que fomenta la integració laboral i social a la Cerdanya.
Emma Roca morí de càncer el 18 de juny de 2021. La malaltia li fou diagnosticada l'estiu de 2020 i ella mateixa ho va fer públic l'octubre del mateix any.